# Винклер, Арнольд фон
Арнольд фон Винклер (нем. Arnold von Winckler; 17 февраля 1856 — 24 июля 1945) — германский военный деятель, генерал пехоты, участник Первой мировой войны.

## Биография
Родился в 1856 году, в 1912 году Арнольд фон Винклер назначается командующим 2-й гвардейской пехотной дивизии германской армии. После начала Первой мировой войны во главе дивизии принимает участие в боях на Западном фронте.
29 июня 1915 года становится командиром 41-го резервного корпуса, а 11 сентября 1915 года назначается командующим 4-го резервного корпуса, который также именуется «Карпатским». Участвует в боях на Восточном фронте.
За успехи 27 ноября 1915 года награждается орденом Pour le Merite. 10 августа 1916 года заменяет генерала Гальвица на посту командующего 11-й армией. 11-я немецкая армия находилась на Салоникском фронте и была смешанного состава германо-болгарская. Командует армией во время наступления союзников в сентябре-декабре 1916 года. Во время этих боёв вместе с 1-й болгарской армией, армия Винклера входит в группу армий Белова. По приказу Белова 19 ноября Винклер оставляет Монастир. Однако организует линию обороны севернее города, которую союзникам прорвать не удалось. 5 июня 1917 года заменен генералом Штойбеном и назначен командующим 1-м армейским корпусом.
15 июня 1917 года Винклер получил дубовые ветви к ордену Pour le Merite. 25 февраля 1918 года становится командующим 25-го резервного корпуса, во главе которого и закончил войну. Умер в 1945 году.